# 西酉乙

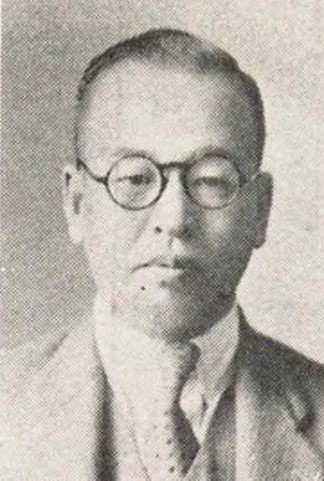
西酉乙

西 酉乙（にし とりおと、1897年（明治30年）5月27日 - 1989年（平成元年）10月8日）は、大正から昭和期の実業家、政治家、華族。貴族院男爵議員。旧姓・赤松。

## 経歴
海軍士官・赤松則良の七男として生まれ、1899年（明治32年）に海軍士官・西紳六郎の養子となる。養父の死去に伴い、1933年（昭和8年）11月15日、男爵を襲爵した。
1922年（大正11年）3月、京都帝国大学経済学部を卒業。同年、第一銀行に入行し書記に就任。その後、南洋拓殖参事、南洋バルブ取締役、太洋真珠監査役、南洋水産監査役などを務めた。
1939年（昭和14年）7月10日、貴族院男爵議員に選出され、公正会に所属して1947年（昭和22年）5月2日の貴族院廃止まで1期在任した。その他、大東亜省委員を務めた。

## 親族
- 妻：三保子（みほこ、高久馨二女）[1]
- 養子・孫：周作（秋田克彦二男）[1]
- 長女：映子（秋田克彦夫人）[1]